# Glaphyrus festivus
Glaphyrus festivus är en skalbaggsart som beskrevs av Ménétriés 1836. Glaphyrus festivus ingår i släktet Glaphyrus och familjen Glaphyridae. Inga underarter finns listade i Catalogue of Life.